# William McWillie

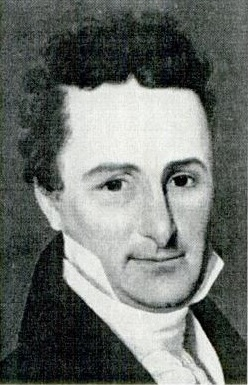
William McWillie

William McWillie (* 17. November 1795 in Camden, Kershaw County, South Carolina; † 3. März 1869 im Madison County, Mississippi) war ein US-amerikanischer Politiker und von 1857 bis 1859 Gouverneur des Bundesstaates Mississippi. Zwischen 1849 und 1851 vertrat er seinen Staat als Abgeordneter im US-Kongress.

## Frühe Jahre und politischer Aufstieg
William McWillie war während des Britisch-Amerikanischen Krieges von 1812 Adjutant in einem von seinem Vater kommandierten Regiment. William besuchte dann bis 1817 das South Carolina College und studierte anschließend Jura. Nach seiner 1818 erfolgten Zulassung als Rechtsanwalt begann er in Camden in seinem neuen Beruf zu arbeiten. Im Jahr 1836 wurde McWillie Präsident der Camden Bank.
McWillie wurde Mitglied der Demokratischen Partei. Zwischen 1836 und 1840 war er Mitglied des Senats von South Carolina. Im Jahr 1845 zog er in das Madison County im Staat Mississippi. Dort wurde er Pflanzer und Politiker. Zwischen dem 4. März 1849 und dem 3. März 1851 vertrat er seinen Staat für eine Legislaturperiode im US-Repräsentantenhaus. Dort war er Vorsitzender des Ausschusses, der die Ausgaben des Postministeriums kontrollierte. Im Jahr 1850 scheiterte sein Versuch einer Wiederwahl.

## Gouverneur von Mississippi
Am 5. Oktober 1857 wurde William McWillie zum neuen Gouverneur seines Staates gewählt. Dieses Amt übte er zwischen dem 16. November 1857 und dem 21. November 1859 aus. In dieser Zeit wurden in Mississippi einheitliche Schulbücher eingeführt und das Bildungssystem verbessert. Die Deiche und Dämme des Staates wurden verstärkt und der Ausbau der Eisenbahn vorangetrieben. Seine Amtszeit wurde von den Ereignissen am Vorabend des Bürgerkriegs überschattet. Gouverneur McWillie unterstützte dabei die Position des Südens.

## Weiterer Lebenslauf
Nach dem Ende seiner Gouverneurszeit zog sich McWillie aus der Politik zurück. Während des Bürgerkriegs unterstützte er die Konföderierten Staaten. Er erlebte die Niederlage des Südens und starb Anfang März 1869 auf seinem Anwesen „Kirkwood“ im Madison County. William McWillie war zweimal verheiratet und hatte insgesamt acht Kinder.